# Alessandro Fusco (rugbista 1999)
Alessandro Fusco (Napoli, 28 ottobre 1999) è un rugbista a 15 italiano, mediano di mischia delle Zebre.

## Biografia
Alessandro Fusco proviene da famiglia di importante tradizione rugbistica: suo padre Lorenzo militò in Partenope e, successivamente, Brescia, mentre il suo prozio Elio vinse due scudetti con la formazione napoletana e giocò in nazionale, anch'egli nel ruolo di mediano di mischia; a sua volta il figlio di Elio, anch'egli di nome Alessandro, fu campione d'Italia con il Benetton e internazionale negli anni ottanta.
Formatosi nell'Amatori Napoli, è passato in seguito all'accademia zonale di Benevento e a quella nazionale di Parma, disputando nel 2019 il mondiale Under-20; arruolatosi nella Polizia di Stato, è entrato a far parte delle Fiamme Oro, club del suo debutto in Eccellenza nel 2019.
Del 2020 è il passaggio alle Zebre con conseguente status di permit player a favore della formazione del Ministero dell'interno e del novembre 2021 l'esordio in nazionale maggiore, terzo della sua famiglia e sempre nel ruolo di mediano di mischia: l'occasione fu un test match di fine anno a Treviso contro l'Argentina; il C.T. della nazionale Kieran Crowley confermò la fiducia a Fusco includendolo nella squadra per il successivo Sei Nazioni.
Un anno più tardi Fusco ha ricevuto la convocazione nella rosa italiana partecipante alla Coppa del Mondo 2023 in Francia.